# Hradeň
Hradeň je raně středověké hradiště jihovýchodně od Vystrkova u Kozárovic v okrese Příbram ve Středočeském kraji. Nachází se na ostrožně nad levým břehem Vltavy u jejího soutoku s Hradeňským potokem. Prostor hradiště byl částečně zatopen vodou vodní nádrže Orlík. Pozůstatky hradiště jsou chráněny jako kulturní památka.

## Historie
Hradiště bylo vybudováno v desátém století. Mohlo souviset s počátkem přemyslovské kolonizace Povltaví, kontrolou brodu přes Vltavu a mohlo být raným centrem Vltavského kraje zmíněného v písemných pramenech roku 1088. Opuštěno bylo koncem jedenáctého století.
Před napuštěním orlické nádrže na hradišti proběhly archeologické výzkumy vedené Helenou Olmerovou a později Jiřím Zemanem.

## Stavební podoba
Pro stavbu hradiště byla vybrána ostrožna s nadmořskou výškou až 360 metrů, která je součástí Benešovské pahorkatiny. Její povrch klesá směrem k soutoku Vltavy a Hradeňského potoka, takže voda po napuštění přehrady zatopila vnitřní areál hradiště. Boční strany ostrožny byly dostatečně chráněny strmými a na straně u Vltavy i skalnatými svahy. Čtyřnásobnou hradbou s celkovou délkou téměř 900 metrů proto byla, s výjimkou závěru ostrožny, opevněna jen přístupná jižní strana. Archeologicky však byla zkoumána jen nejkratší vnitřní linie opevnění. Plocha hradiště měří asi 12,5 hektaru.
Původní délka nejdelší vnější hradby měřila asi 500 metrů. Val, který je pozůstatkem hradby, je patrný především ve východní části v délce okolo 270 metrů. Na ostatních místech splývá s přirozeným skalnatým hřbetem. V místech nejlepšího zachování dosahuje převýšení valu nad vnějším terénem asi pět metrů. Hradba chránila cestu z údolí Vltavy a přístup ke zdroji vody, kterým byl Hradeňský potok. První předhradí za touto hradbou bylo nejspíše řemeslnickým a obchodním centrem.
Reliktem druhé hradby je nezřetelný val dlouhý přibližně 320 metrů, který splývá s dalším skalnatým hřbetem. Vzhledem k místní konfiguraci terénu se převýšení valu nad prvním předhradím pohybuje od tří do devíti metrů, ale nad druhým (vnitřním) předhradím dosahuje až 29 metrů.
Třetí hradba se dochovala v podobě 180 metrů dlouhého obloukovitého valu vysokého dva až pět metrů. Při snížení hladiny vody v nádrži jsou na jeho koncích patrné relikty čelní kamenné plenty, na kterou na vnitřní straně navazovala dřevohlinitá konstrukce.
Terén akropole v cípu ostrožny býval silně svažitý, a musel  být proto vyrovnán umělými terasami. Jižní stranu chránila hradba, která se v délce sta metrů dochovala jako val vysoký asi pět metrů. V čele hradby stála zeď z nasucho kladených kamenů široká 160–180 centimetrů, na niž zevnitř navazovala zčásti roštová a zčásti komorová dřevěná konstrukce vyplněná hlinitopísčitým zásypem. Výška původní čelní zdi bývá odhadována na čtyři metry a těleso hradby mělo na vnitřní straně stupňovitý charakter. Podobným způsobem bylo zkonstruováno také opevnění bočních stran, které chránilo především přístup od Hradeňského potoka.